# دراج
الدُّرَّاج هو طيور من جنس الدراج، ولكن في الوقت الحاضر قسمت إلى عدة أجناس. أقرب الأنواع لجنس الدراج هي دجاجة الأدغال، الحجل الطويل المنقار، حجل الصخر، والسمان. نشأت فصيلتي التدرجية والحجلية كشبه عرق عندما كانت جميعها في جنس واحد، وتعد الأكثر تنوعاً لرتبة الدجاجيات، تعتبر الدراج أرضية حيث تتغذى على الحشرات والبذور. لمعظم أجناسها منقار علوي معكوف، يعتبر مناسب للحفر في العشب والكرات الجذرية. لديها ذيل واسع مع أربعة عشر من الريش الموجه.

## اقرأ أيضاً
- تطور الطيور